# بنجامين بي. دونلاب
بنجامين بي. دونلاب (بالإنجليزية: Benjamin B. Dunlap)‏ هو أستاذ جامعي ومؤلف أمريكي، ولد في 3 ديسمبر 1937 في كولومبيا في الولايات المتحدة.